# 品川家 (子爵家)
品川家（しながわけ）は、武家・華族だった日本の家。安芸品川氏から近世に分かれた庶流の一つで、長州藩下士の家だったが、近代に品川弥二郎を出し、その勲功により華族の子爵家に列せられた。

## 歴史

### 封建時代
『品川子爵伝』（村田峯次郎著、明治43年）は、品川弥二郎の先祖が暮らしていた長門国阿武郡須佐村に伝わる伝承をまとめて弥二郎の家系について記している。それによれば品川家の祖は左京亮将清で、元弘3年（1333年）5月に彼の父高秀が近江国で自害した際、将清はわずか3歳だったので、母の妙秀尼に従って武蔵国荏原郡品川郷に逃れ、外祖父だった品川彌三郎行清の家に居住し、偏諱と品川姓をもらったという。
その後将清は安芸国守護武田信継に仕えて安芸へ移住し、応永6年（1399年）に同地で没した。その子孫の九郎左衛門尉員永の代の天文10年（1541年）に主家武田氏が滅亡し、石見国益田城主益田越中守宗兼に仕えるようになり、永禄8年（1565年）には宗兼に従って毛利元就軍に従軍し、出雲国月山富田城（尼子氏）攻めに参加して武功をあげたという。
信定の代に毛利氏や益田氏の防長への減転封があり、以降品川家も長門国阿武郡須佐村に住するようになったという。5代後の子孫の弥市兵衛信基が分家して阿武郡萩の松本村へ移住したといい、この信基の孫が弥二郎であるという。
『品川弥二郎伝』（奥谷松治著、昭和15年）によれば、須佐村には現在でも品川姓の者が多く、しかも栄えている家が多いことから、弥二郎の家も古くから須佐村で栄えた家であろうと推測している。須佐村以前のことは調べるのが困難であるが、品川家の菩提寺明安寺の過去帳と品川家墓地の石碑から萩・松本に移住してからの系譜は明確であり、それによれば曽祖父は嘉七（文化5年9月4日没）、曾祖母は名不詳（文化8年正月4日没）、祖父は品川弥市兵衛（天保8年9月19日没）、祖母は名不詳（安政3年10月20日没）、父は品川弥一右衛門（明治3年正月2日没）、母はまつ（明治8年8月21日没）である。
またこれらから同書は、須佐村から萩・松本へ移住したのは弥市兵衛ではなく、その父である嘉七であろうとし、安永年間か天明年間のことではないかと推測している。品川弥二郎自身も須佐に赴いて先祖について調査したことがあったが「余が四代以前の先祖は長門須佐の百姓なり」と述べており、須佐時代には先祖は帰農していたと考えていたようである
萩松本へ移住した後に藩主の毛利氏に十三組中間（大組中間とも呼ばれる。長柄持役。幕末には銃隊に再編）として仕えるようになった。弥二郎の父弥一右衛門は勤功により一代侍雇に登用され、ついで安政5年（1858年）4月に士雇として登用された。士雇というのは士分としての待遇を受け苗字帯刀を許されるが、士分としては最下級の身分で、しかも一代限りである。こうした身分から推察される通り、弥二郎は決して裕福とは言えない家庭環境で育った。ただ父は勤勉で知られ、その恩賞で藩から相応の手当てを受けていたので卒族にしては比較的家計状態はマシな方であったらしい。

### 明治以降

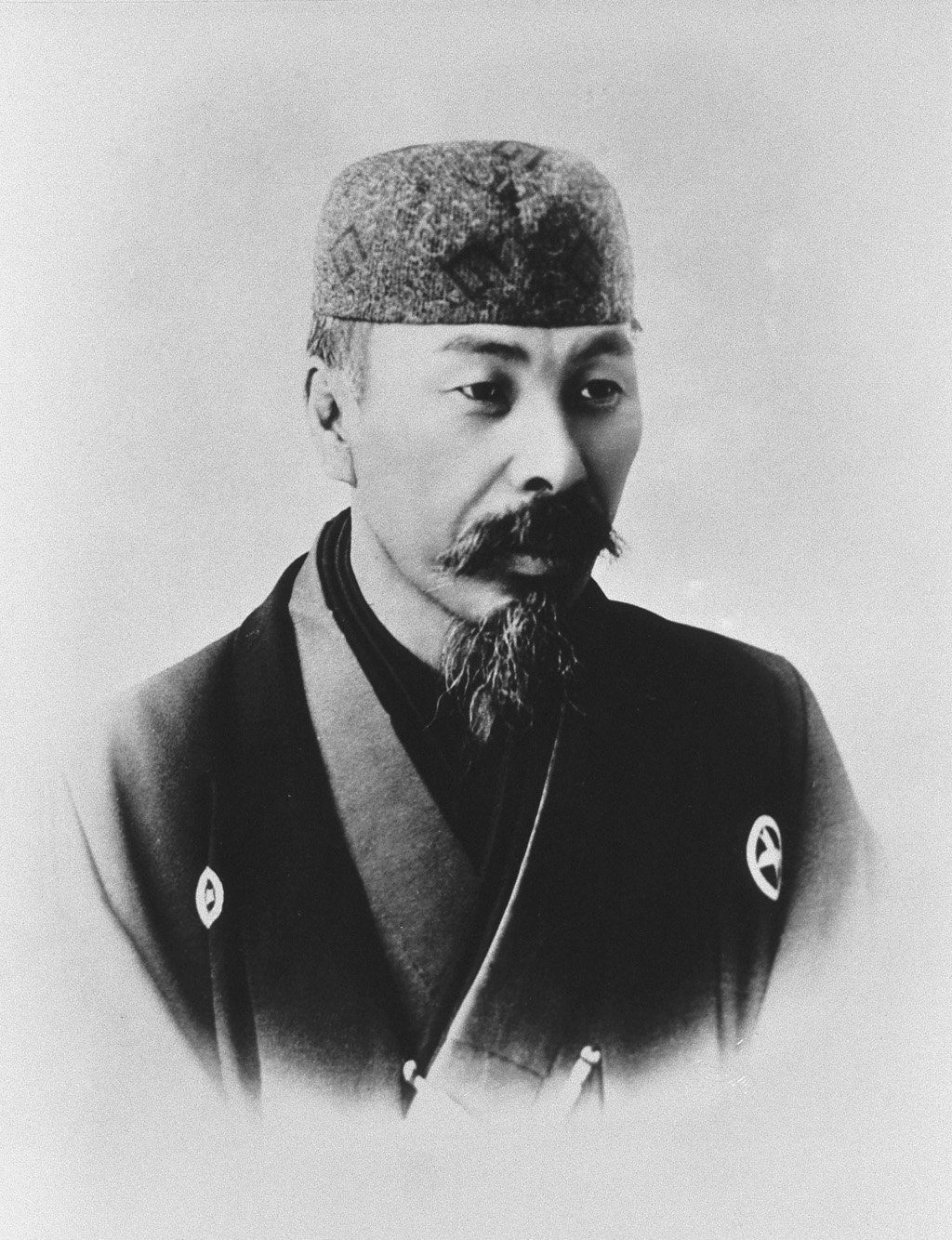
品川弥二郎

品川弥二郎は、吉田松陰の松下村塾で学んで育ち、高杉晋作や久坂玄瑞らとともに尊皇攘夷運動で活躍し、戊辰戦争では奥羽鎮撫使総督参謀として各地に転戦して武功を挙げ、明治2年（1869年）から弾正少忠として政府に出仕。その翌年には大山巌らとともに普仏戦争視察のために渡欧し、英独に留学。明治6年（1873年）からドイツ公使館に勤務したのを経て、明治9年（1876年）に帰国して内務大丞、内務少輔を歴任して、明治14年（1881年）に農商務少輔、翌年に農商務大輔に就任し、政府の勧業政策全般を指導した。明治16年（1883年）には三菱財閥の海運独占状態を打破するために共同運輸会社の創設に携わった。明治17年（1884年）7月17日に維新の功により華族の子爵家に列せられた。その後も駐独公使、枢密顧問官、宮中顧問官などを経て、第1次松方内閣に内務大臣として入閣したが、第2回総選挙で選挙干渉を行ったと世論の批判を受け引責辞任。彼が内相の時代に信用組合法が議会に提出され、それをきっかけに信用組合設立の機運が生まれたため、産業組合運動の先覚者と呼ばれている。明治25年（1892年）には国民協会を組織して副総裁となる。弥二郎の夫人は勝津兼亮の長女静子（嘉永2年11月1日生、明治32年8月2日没）である。
明治33年（1900年）2月26日に弥二郎は死去し、夫妻の長男の弥一（明治3年11月9日生、大正13年12月11日没）が3月20日に爵位と家督を相続。弥一の夫人は明石松平子爵家の松平直致の長女英子（明治7年11月2日生、昭和19年8月7日没）。

## 系図
実線は実子、点線（縦）は養子。系図は『品川弥二郎伝』および『平成新修旧華族家系大成 下巻』に準拠。
| 品川嘉七       |      |      |      |      |      |  |  |      |      |      |      |      |      |
|                |      |      |      |      |      |  |  |      |      |      |      |      |      |
| 弥市兵衛       |      |      |      |      |      |  |  |      |      |      |      |      |      |
|                |      |      |      |      |      |  |  |      |      |      |      |      |      |
| 弥市右衛門     |      |      |      |      |      |  |  |      |      |      |      |      |      |
|                |      |      |      |      |      |  |  |      |      |      |      |      |      |
| 〔品川子爵家〕 |      |      |      |      |      |  |  |      |      |      |      |      |      |
| 弥二郎         |      |      |      |      |      |  |  |      |      |      |      |      |      |
|                |      |      |      |      |      |  |  |      |      |      |      |      |      |
|                |      |      |      |      |      |  |  |      |      |      |      |      |      |
|                |      |      |      |      |      |  |  |      |      |      |      |      |      |
| 弥一           | 弥一 | 弥一 | 弥一 | 弥一 | 弥一 |  |  | 達子 | 達子 | 達子 | 達子 | 達子 | 達子 |

1. ↑  勝津兼亮四女、平田東助夫人